# Automatický kotel
Automatický kotel na tuhá paliva je moderní způsob vytápění a velmi účinný a ekologický druh vytápění.
Jestliže ještě před několika lety ničilo ovzduší kouř z uhelných kotlů, tak dnes je to velmi čisté vytápění. Základem všeho je účinnost kotle, která oproti klasickému kotli, který má cca 55% účinnost, dosahuje účinnosti okolo 90 %. Tuto účinnost dosáhne díky vestavěnému výměníku, přísunu kyslíku ventilátorem, provzdušňováním otáčecím hořákem a hlavně regulací, která natápí s předstihem a v tzv. temperovacím režimu. Moderní kotle používají systém kontinuálního přívodu paliva do ohniště. Ve většině případů se jedná o dopravu pomocí šnekových dopravníků a pomocí otočného válcového roštu. Automatická doprava paliva do kotle zajišťuje stabilitu spalovacího procesu, stabilitu požadovaného výkonu, vysokou účinnost spalování, nízkou produkci škodlivin a komfort pro uživatele. Technicky má takové řešení jeden háček. Čím menší množství paliva je zapotřebí nepřetržitě dopravovat do ohniště, tím musí být jeho jednotlivé částice jemnější, menší. Je dosti obtížné představit si dopravní zařízení, které během minuty spolehlivě dopraví do ohniště pouhých 15 dkg paliva. Je však možné palivo dopravovat přetržitě, periodicky a celý proces automatizovat tak, že impulsem k spuštění dopravníku bude výstupní teplota spalin, nebo vody nebo se bude dopravník spouštět cyklicky s určenou dobou plnění a prodlevy.
V roce 2015 vstoupila v platnost velmi důležitá norma o účinnosti a emisích. Ta určuje, které typy kotlů budou moct být v budoucnosti používané. Norma především tlačí na ekologii a omezení vzniku emisí. Automatické kotle na pevná paliva pro ústřední vytápění mohou využívat jak spalování na roštu, tak speciálních hořáků či hořákového provedení spalovací komory, dále spodního přívodu paliva nebo zplyňování. Velice důležitá je řídicí jednotka, která všechny systémy koordinuje a zajišťuje komunikaci kotle s uživatelem. Stupeň a preciznost automatizace je hlavním důvodem odlišnosti cen u kotlů stejné výkonové úrovně.
V nabídce výrobců jsou také s kombinované automatické kotle; jde o kombinaci kotle na tuhá paliva a elektrického kotle. To je umožněno díky implementaci přímotopné jednotky do kotle. Za předpokladu že v kotli není tuhé palivo kotel nevyhasne, ale je v provozu nadále na elektřinu.
Nově instalované kotle na pevná paliva by měly mít řádně ošetřeno směšování topné vody čtyřcestným směšovacím ventilem. Aby byl garantován jmenovitý výkon kotle neměl by maximální tepelný spád v kotli přesáhnout 25 °C, proto je nutná plynulá regulace teploty vratné vody zajišťující její minimální teplotu 55 °C.

## Palivo
- uhlí (ořech2)
- pelety (6–8 mm)
- obilí (nejlépe oves)

## Části kotle
1. násypka
2. šnekový podavač
3. ventilátor
4. elektromotor
5. hořák (nejlépe retortový-otočný)
6. kotlové těleso
7. regulace (dnes je nejúčinnější tzv. ekvitermní regulace)